# Illa lacustre

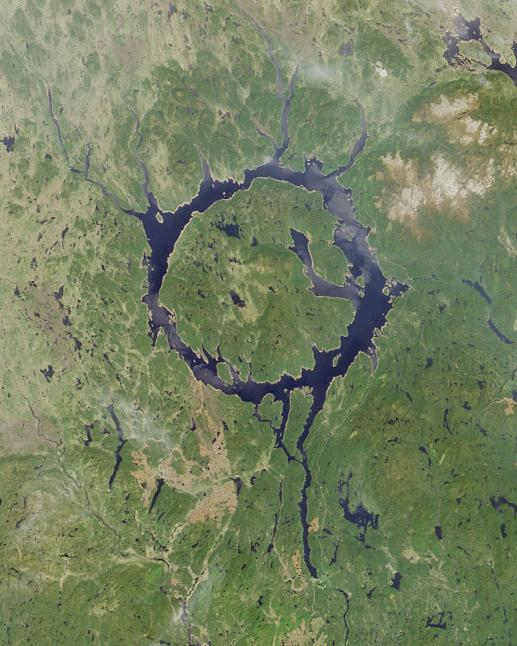
L'illa René-Levasseur al Llac Manicouagan, Quebec, Canadà

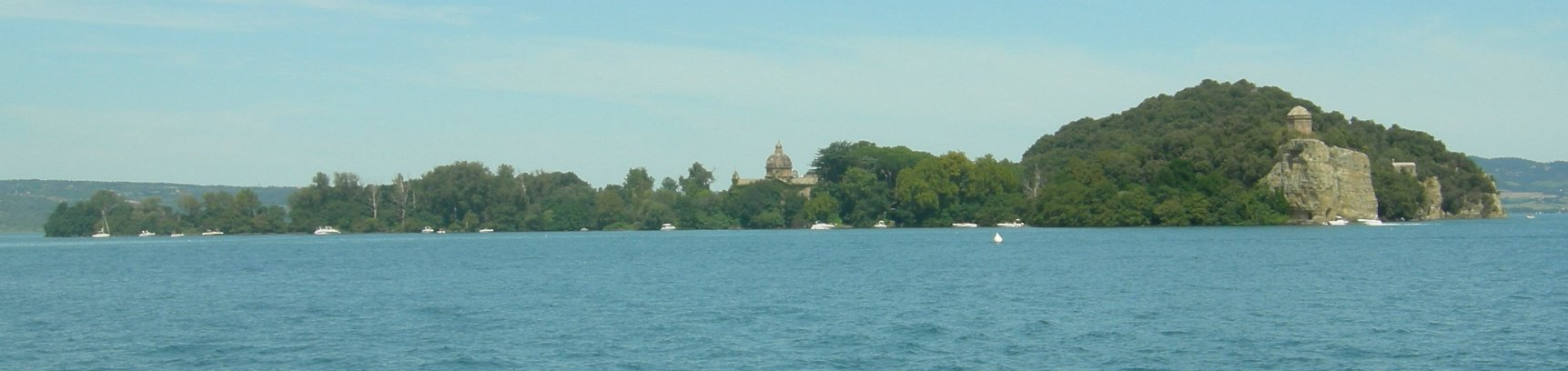
L'illa Martana al llac de Bolsena, Itàlia.

Una illa lacustre és una massa terrestre (illa) enmig d'un llac. És un tipus d'illa interior. Poden arribar a formar un arxipèlag.

## Formació
Les illes dels llacs poden formar-se de diverses maneres. Es poden produir mitjançant una acumulació de sedimentació i es poden convertir en veritables illes mitjançant canvis en el nivell del llac. Poden haver estat originàriament part de la riba del llac i haver estat separats per ella per erosió, o potser han quedat com a pinacles quan el llac es va formar mitjançant una pujada del nivell d'un riu o d'una altra via d'aigua (naturalment o artificialment a través de la presa d'un riu o un llac). En crear un llac glacial una morrena pot formar una illa. També poden haver-se format a través de l'activitat terrestre terratrèmol, per un meteor, o d'origen volcànic. En aquest darrer cas, existeixen illes de cràter o caldera, amb noves prominències volcàniques en llacs formats en els cràters dels volcans més grans.
Altres illes lacustres inclouen llits efímers de vegetació flotant i illes formades artificialment per activitat humana.

### Illes dins de llacs a la caldera d'un cràter volcànic
De vegades els llacs es poden formar en les depressions circulars d'un cràter volcànic. Aquests cràters són basses normalment circulars o ovalades al voltant de la presa o dels desentiments dels quals esclata el magma.
De vegades, una gran erupció volcànica dona lloc a la formació d'una caldera, causada pel col·lapse de la cambra magmàtica sota el volcà. Si s'expulsa prou magma, la cambra buida no pot suportar el pes del volcà i es produeix una fractura aproximadament circular, formant l'anell al voltant de la vora de la cambra. El centre del volcà s'esfondra, creant una depressió en forma d'anell. Molt després de l'erupció, aquesta caldera pot omplir-se d'aigua per convertir-se en un llac. Si l'activitat volcànica continua o es reinicia, el centre de la caldera es pot elevar en forma d'un dom ressorgent, fins a convertir-se en una illa dins del llac del cràter. Tot i que normalment les calderes són més grans i profundes que els cràters i es formen de maneres diferents, sovint s'ignora la distinció entre ambdues en circumstàncies no tècniques i el terme llac de cràter s'utilitza àmpliament per als llacs formats en tots dos: cràter i calderes. A continuació, es mostra una llista d'estanys de llacets de cràters grans o notables:
- Illes Teodoro Wolf i Yerovi al llac Cuicocha, Equador
- Illa Teopan al llac de Coatepeque, El Salvador
- Illes Quemadas al Llac Ilopango, El Salvador
- Illa Samosir al Llac Toba, Sumatra, Indonèsia
- Illes Bisentina i Martana al llac de Bolsena, Itàlia
- Illa Kamuishu al Llac Mashū, Hokkaidō, Japó
- Illa Nakano al Llac Tōya, Hokkaidō, Japó
- Illa Mokoia al Llac Rotorua, Illa del Nord, Nova Zelanda
- Illa Motutaiko al Llac Taupo, Illa del Nord, Nova Zelanda
- Dues illes al llac Dakataua, a la caldera del Dakataua, Província de Nova Bretanya de l'Oest, Papua Nova Guinea
- Illa dels Volcans al Llac Taal, Luzon, Filipines (i Vulcan Point al Volcà Taal)
- Illes Samang, Chayachy, Serdtse, Nizkii i Glinyanii a llac Kurile, Kamchatka, Rússia
- Illes Lahi, Molemole, Si'i i A'ali a Lake Vai Lahi, Niuafo'ou, Tonga
- Illa Meke Dağı a Camp Karapınar, Turquia
- Horseshoe Island (ara submergida) al crater del llac Mount Katmai, Alaska, Estats Units
- Illes Wizard i Ship Phantom a Crater Lake, Oregon, Estats Units

### Illes del cràter d'impacte
Els cràters d'impacte, formats per la col·lisió de grans meteorits o cometes amb la Terra, són relativament infreqüents, i els que existeixen són freqüentment erosionats o enterrats profundament. Amb tot, però, alguns contenen llacs. Quan el cràter d'impacte és complex, surt un pic central del sòl del cràter. Si hi ha un llac, aquest pic central pot trencar la superfície de l'aigua com una illa. En altres casos, altres processos geològics poden haver fet que només quedés un impacte en forma d'anell llac anular, amb una gran illa central ocupant la zona restant del cràter. L'illa de cràters d'impacte més gran del món (i la segona illa lacustre més gran de qualsevol mena del món) és l'Illa René-Levasseur, al Llac Manicouagan, Canadà. Les illes Sanshan del Llac Tai, Xina, també són exemples d'illes de cràter d'impacte, com també són les illes dels Clearwater Lakes (Canadà) i les Slate Islands del llac Superior, també al Canadà. Illa Sollerön al Llac Siljan, Suècia, i una illa sense nom al llac Karakul, Tadjikistan, també van estar formades per un impacte meteorològic.

### Illes flotants
El terme illa flotant de vegades s'utilitza per a les acumulacions de vegetació que flueixen lliurement dins d'un cos d'aigua. A causa de la manca de corrents i marees, aquestes es troben més freqüentment en llacs que en rius o mar obert. Les masses de matèria vegetal procedents de sòls baixos del llac poden augmentar a causa de l'acumulació de gasos durant la descomposició, i sovint flotaran durant un temps considerable, convertint-se en illes efímeres fins que el gas s'hagi dissipat prou perquè la vegetació torni al sòl del llac.

### Illes artificials

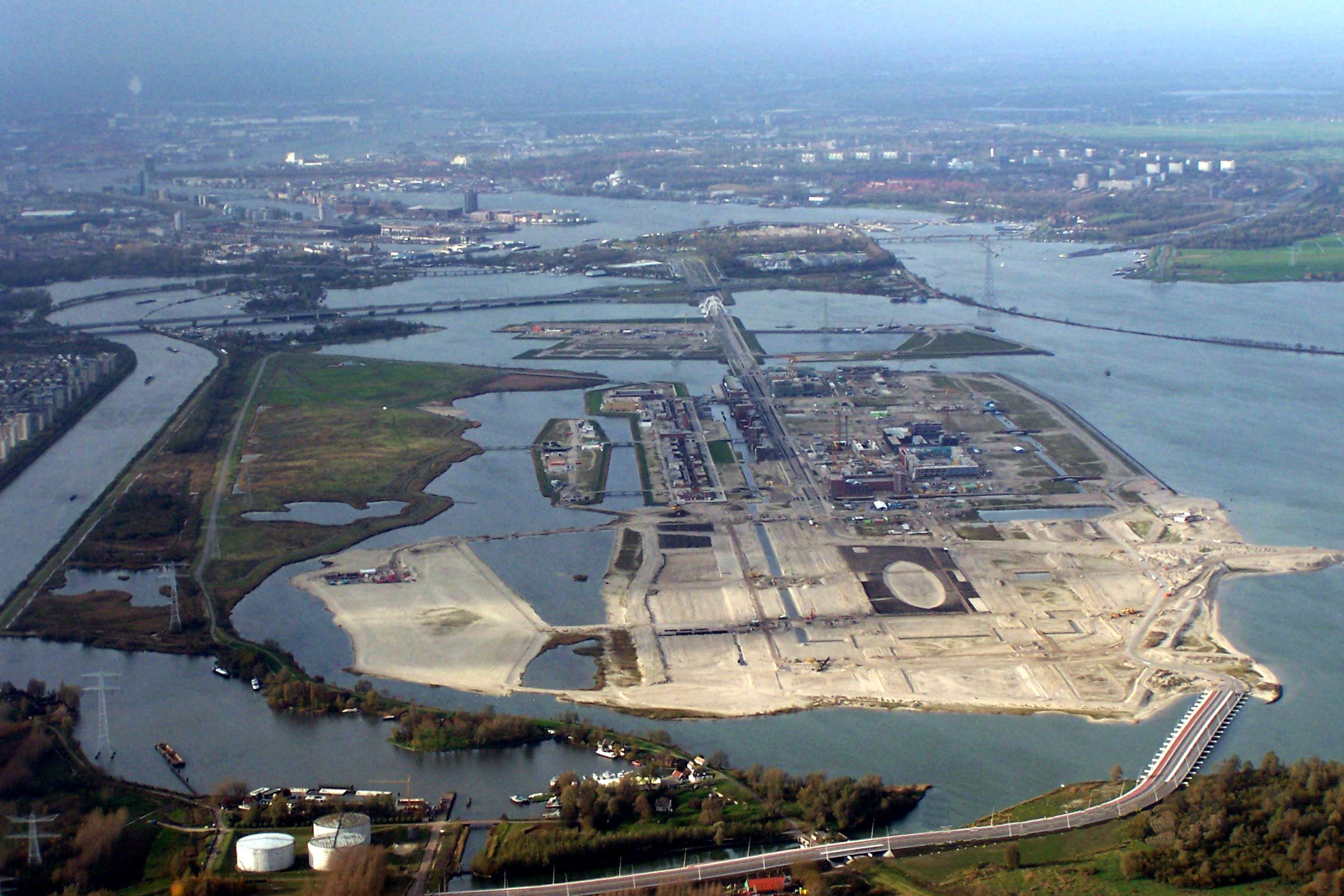
L'illa artificial d'IJburg, Amsterdam, Països Baixos

Les illes artificials o artificials són illes construïdes per l'activitat humana més que formades per mitjans naturals. Poden ser totalment creades per humans, engrandides a partir d'illes o esculls existents, formades unint petites illes existents o tallades d'un continent (per exemple, tallant l'istme d'una península). Les illes artificials tenen una llarga història, que es remunta als crannogs de la Gran Bretanya prehistòrica i Irlanda, i les tradicionals illes flotants del llac Titicaca a Amèrica del Sud. Entre les primeres illes artificials destaquen la ciutat asteca de Tenochtitlan, al lloc de la moderna ciutat de Mèxic. Tot i que causades tècnicament per l'activitat humana, les illes formades a partir de les muntanyes per la inundació deliberada de valls (com per exemple en la creació d'energia hidroelèctrica i embassaments) no es consideren normalment illes artificials.
Es construeixen illes artificials per a nombrosos usos, des de la protecció contra inundacions fins a llocs per posar-hi immigrants o gent en quarantena. Altres usos per a les illes artificials recuperades inclouen l'expansió de l'espai habitable o els centres de transport a regions densament poblades. La terra agrícola també s'ha desenvolupat a través de la recuperació de polders als Països Baixos o altres llocs amb característiques semblants.
Entre els exemples moderns d'illes artificials de llacs s'inclouen el polder holandès de Flevopolder a Flevoland, l'illa de IJburg a Amsterdam i l'illa Flamingo a la presa de Kamfers, Sud-àfrica. Amb 948 km2 (366 sq mi), Flevopolder, a l'ara llac d'aigua dolça IJsselmeer, és l'illa artificial més gran del món.

## Llista d'illes lacustres
Hi ha poques illes de llac naturals amb una superfície superior a 270 km2 (100 sq mi).  D'aquestes, cinc es troben als Grans Llacs d'Amèrica del Nord, tres es troben als Grans Llacs africans, un es troba al llac més gran a Amèrica Central, un format per la quart impacte de meteorits més gran, i una es troba al llac més gran (per volum) món 
1. Manitoulin Island al llac Huron, Canadà - 2,766 km2 (1,068 sq mi)[2]
2. Illa René-Levasseur al Llac Manicouagan, Quebec, Canadà - 2.000 km2 (0.772 sq mi). [2] Es va convertir en una illa artificial quan el Llac Manicouagan es va inundar el 1970, fusionant el llac Mouchalagane al costat oest i el llac Manicouagan al costat oriental.
3. Olkhon al llac Baikal, Rússia - 730 km2 (280 sq mi)[2]
4. Illa Royale a llac Superior, Estats Units - 541 km2 (209 sq mi)[2]
5. Illa Ukerewe al llac Victòria, Tanzània - 530 km2 (200 sq mi)[2]
6. St. Joseph Island al llac Huron, Canadà - 365 km2 (141 sq mi)[2]
7. Drummond Island a Llac Huron, Estats Units - 347 km2 (134 sq mi)[2]
8. Idjwi a llac Kivu, República Democràtica del Congo - 285 km2 (110 sq mi)[2]
9. Ometepe a Llac Nicaragua, Nicaragua - 276 km2 (107 sq mi)[3]
10. Illa Bugala al llac Victòria, Uganda - 275 km2 (106 sq mi)[3]
11. Illa St Ignace al llac Superior, Canadà - 274 km2 (106 sq mi)[3]

### Illes dins dels llacs recursivament
- El llac més gran dins d'una illa és Nettilling Lake a Baffin Island, Canadà. [4]
- L'illa més gran dins d'un llac és Illa Manitoulin al Llac Huron, Canadà.[4]
- L'illa més gran dins d'un llac a l'interior d'una illa és Samosir (una península que està tècnicament "envoltada d'aigua" només perquè es va construir un canal estret a la vora) a Danau Toba a Sumatra.[4]
- El llac més gran dins d'una illa situada dins d'un llac és Llac Manitou a l'illa de Manitoulin al llac Huron. [4]
- L'illa més gran d'un llac a l'interior d'una illa lacustre és Treasure Island al Llac Mindemoya a l'illa Manitoulin al llac Huron. [4]
- L'illa més gran dins d'un llac a l'interior d'una illa situada en un llac d'una illa és una sense nom, aproximadament 4.0-hectàrea (10-acre) , situada a Nettilling Lake a Baffin Island, Canadà.